# 備前塩田駅
備前塩田（びぜんしおたえき）は岡山県和気郡佐伯町（現・和気町）塩田に位置していた同和鉱業片上鉄道線の駅（廃駅）である。

## 歴史
- 1931年（昭和6年）2月1日：開業。
  - 当時の所在地表示は岡山県和気郡塩田村塩田であった。
- 1955年（昭和30年）3月31日：佐伯町成立に伴い、所在地表示が岡山県和気郡佐伯町塩田になる。
- 1984年（昭和59年）4月1日：無人駅化。
- 1991年（平成3年）7月1日：路線廃止に伴い廃駅になった

## 駅構造

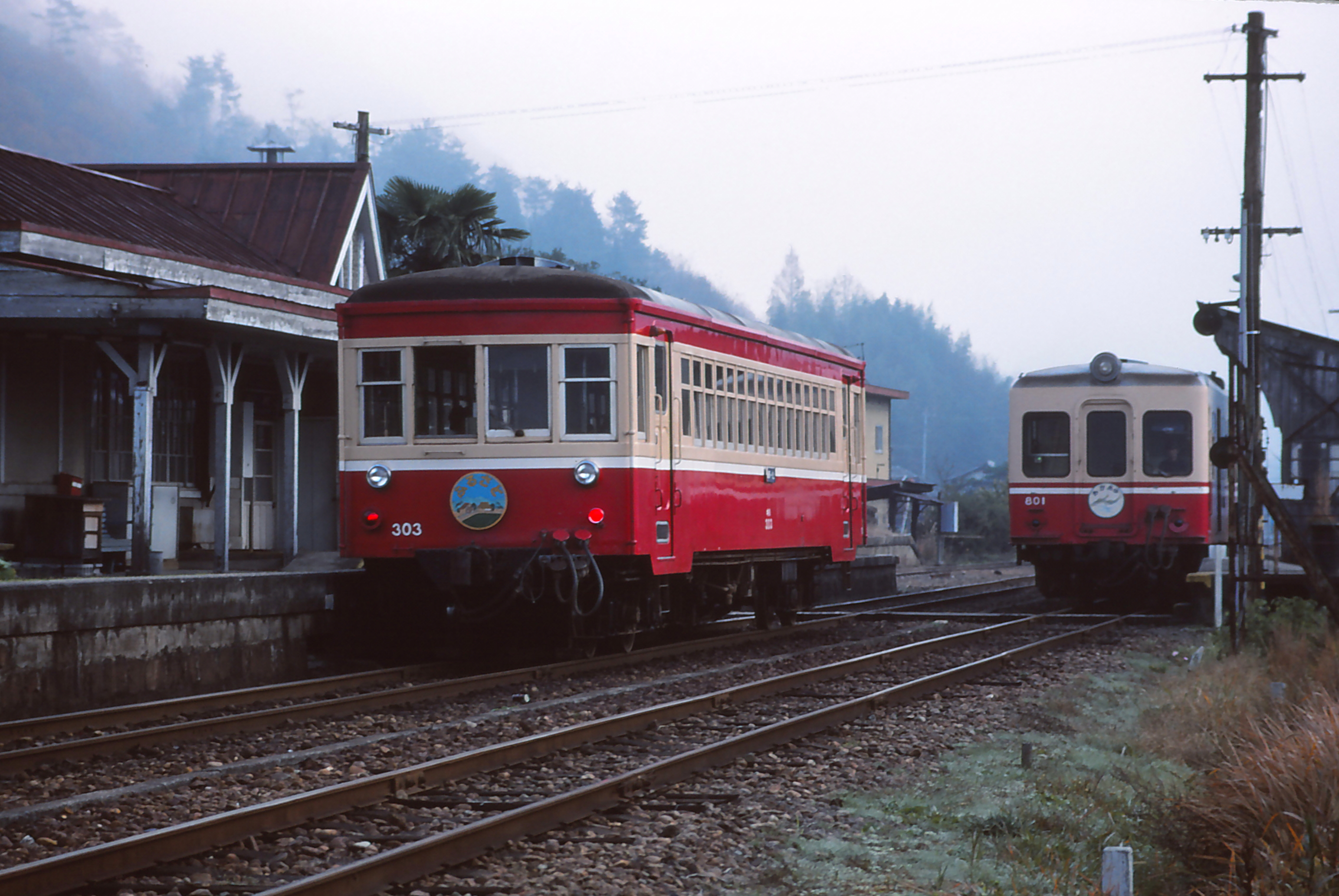
構内（1990年11月）

2面2線の地上駅で交換可能駅だが、廃線時は無人駅であった。
かつて（無人化以前）は貨物扱いがあったため、片上方に貨物側線が残っており、貨物扱い廃止後から全線廃止までは保線材料線として使用されていた。また、当駅から終点の柵原駅までは赤い三角屋根の駅舎である。当駅と備前福田駅は浅い三角屋根、周匝駅以遠は深い三角屋根になっていた。

## 駅周辺
- 塩田出張所
- 塩田郵便局
- 備前大橋

## 廃止後
駅跡地はコミュニティハウスとなっており、敷地内には当駅が営業していた頃に使われた構内踏切の警報機と鉄道信号機がオブジェとして設置されている。

## 隣の駅
同和鉱業
片上鉄道線
杖谷駅 - 備前塩田駅 - 備前福田駅